# Rattus korinchi
Rattus korinchi és una espècie de mamífer rosegador de la família dels múrids. És endèmica d'Indonèsia. Habita els boscos primaris montans o molsa. Es creu que no hi ha cap amenaça significativa per a la supervivència d'aquesta espècie, a part de les repercussions de la degradació d'hàbitats propers.